# Это было так давно…
«Это бы́ло так давно́… 1978» — студийный альбом, записанный рок-группой «Машина времени» в 1978 году и изданный в 1993 году. По времени выхода стал четвёртым официальным.

## История
Пластинка должна была стать дебютной записью «Машины времени», но издать её не удалось. Первоначальный вариант альбома вышел пиратским способом и ходил в виде магнитной ленты под названием «День рождения». Включён в сводку «100 магнитоальбомов советского рока» Александра Кушнира. Запись была найдена в архиве у Александра Градского летом 1992 года, но не в полном варианте. В интернете также существует эта же запись в полном варианте под названием «Запись в студии ГИТИСа». Андрей Макаревич предполагал, что полный вариант записи «сгорел» в архивах ГИТИСа, но на самом деле в природе всё-таки он существует.
Альбом разнообразен по стилистике. Кроме классического рока, на нём присутствуют акустические и фортепианные баллады, блюзы, буги-вуги («Песня о солдате», «Шок») и прогрессивный рок («Это было так давно…»). Песня «Снег» с этого альбома завоевала приз на тбилисском рок-фестивале 1980 года.
Сергей Кавагоэ в последний раз записывался с группой, играя на клавишных и ударных инструментах, также в некоторых песнях можно расслышать вокал «Японца». В 1979 году из-за внутренних разногласий «Машина времени» распалась, Маргулис и Кавагоэ ушли, а на их место Андрей Макаревич вернул Кутикова и пригласил Ефремова с Подгородецким.

## Аннотация к альбому
Запись эта родилась в ночное время летом 1978 года в учебной речевой студии ГИТИСа в обстановке строжайшей конспирации. Осуществлял запись Саша Кутиков, игравший на этом отрезке жизни в «Високосном лете». Оригинал впоследствии был утрачен, и лишь полгода назад у запасливого Саши Градского обнаружилась приличная копия. Кутиков вернулся к своей работе четырнадцатилетней давности и отреставрировал её, как мог. Скажем ему спасибо за это.

## Список композиций
Автор всех песен, кроме отмеченных — А. Макаревич.
1. Избавление — 03:05
2. День рождения — 04:01
3. Посвящение хорошему знакомому — 03:05
4. Ты или я — 04:53
5. Девятый вал — 04:48
6. Полный штиль — 03:41
7. Марионетки — 04:10
8. Маски — 04:26
9. Флаг над замком — 03:15
10. Гимн забору — 02:35
11. Самая тихая песня — 01:19
12. Белый день — 04:37
13. День гнева — 01:55
14. Песня о капитане — 04:00
15. Песня о скрипаче, который играл на танцах — 02:01
16. Наш дом — 03:51
17. Солдат — 01:53
18. Посвящение Стиви Уандеру — 04:31
19. Блюз о безусловном вреде пьянства (Е. Маргулис — А. Макаревич) — 03:50
20. Шок (Г. Барихновский — С. Данилов) — 03:00
21. Люди в лодках — 03:16
22. Снег — 02:12
23. Это было так давно — 06:20
24. Необычайно грустная песня, или Телега (Е. Маргулис — А. Макаревич) — 02:40

## Участники записи
- Андрей Макаревич — вокал, гитара, фортепиано;
- Евгений Маргулис — вокал, бас-гитара;
- Сергей Кавагоэ — вокал, ударные, гитара, орган;
- Евгений Легусов — кларнет, саксофон;
- Сергей Кузьминок — труба;
- Александр Кутиков — звукорежиссёр.

## Выходные данные
- Запись подготовлена к изданию «Петростудио», 1992;
- Продюсер: А. Кутиков;
- Художник: А. Гусев.

## Отзывы
Сайт «СоюзМузыка» отметил, что этот двойной альбом, записанный меньше чем за неделю в партизанско-нищенских условиях студии ГИТИС, стал первой полноценной записью группы, уже ходившей в легендах андеграунда, в самой эффектной тогда джаз-роковой ипостаси. Здесь представлены такие хиты, как «Ты или я», «Люди в лодках», «Марионетки», ставшая крылатой «Битва с дураками», незаслуженно забытые «Девятый вал», «День рождения» и «Блюз о безусловном вреде пьянства», а также «Шок» — кавер-версия хита ленинградской группы «Мифы», с подачи которой тогдашняя «Машина» и обзавелась духовой секцией. Впрочем, «Марионетки» неплохо звучат и без неё.